# Ясінка Руська
Ясінка Руська, або Ясьонка (пол. Jasionka) — село в Польщі, у гміні Парчів Парчівського повіту Люблінського воєводства. Населення — 634 особи (2011).

## Історія
Населення Ясінки Руської належало до української етнографічної групи хмаків.
У часи входження до складу Російської імперії належала до гміни Міланув Радинського повіту Сідлецької губернії.
У 1827 році в селі було 19 домів і 92 мешканці.
За даними етнографічної експедиції 1869—1870 років під керівництвом Павла Чубинського, у селі здебільшого проживали греко-католики, усе населення розмовляло українською мовою.
Наприкінці XIX століття в селі налічувалося 23 доми і 112 мешканці.
У 1975—1998 роках село належало до Білопідляського воєводства.

## Населення
Демографічна структура станом на 31 березня 2011 року:
|          | Загалом | Допрацездатний вік | Працездатний вік | Постпрацездатний вік |
| -------- | ------- | ------------------ | ---------------- | -------------------- |
| Чоловіки | 338     | 71                 | 232              | 35                   |
| Жінки    | 296     | 48                 | 173              | 75                   |
| Разом    | 634     | 119                | 405              | 110                  |